# Implacable (Schiff, 1944)
Die vierte HMS Implacable (R86) der Royal Navy war ein Flugzeugträger der dritten Gruppe der Illustrious-Klasse. Die beiden Schiffe dieser Gruppe, die auch Implacable-Klasse genannt wurde, hatten einen Antrieb über vier Wellen und einen größeren Flugzeughangar. Das im Oktober 1938 bestellte Schiff kam im August 1944 als sechstes und letztes Schiff dieser Klasse in Dienst. Bei der Home Fleet wurde die Implacable von Oktober bis Dezember 1944 gegen den Schiffsverkehr der deutschen Besatzer vor der norwegischen Küste eingesetzt. 1945 wurde das Schiff in den Pazifik befohlen, wohin es über Ceylon und Australien verlegte. Im Juni wurde die Implacable gegen Truk eingesetzt und nahm im August an den Angriffen der alliierten Flotte gegen die japanischen Hauptinseln teil.
Nach der japanischen Kapitulation wurde der Träger bis zum Jahresende als Transporter für befreite Kriegsgefangene und heimkehrende australische Truppen eingesetzt. Von 1946 bis 1950 befand sich das Schiff bei der Home Fleet und kam dann in die Reserve. Ein erwogener umfassender Umbau des Schiffes wurde nicht durchgeführt. Von 1952 bis 1954 diente die Implacable als Schulschiff. 1955 erfolgte der Abbruch des Schiffes.

## Geschichte derImplacable
Erster moderner Flugzeugträger der Royal Navy war die 1938 fertiggestellte Ark Royal (22.000 ts, 60 Flugzeuge). Nach ihr bestellte die Admiralität die neu konstruierte Illustrious-Klasse (23.000 ts, 33 Flugzeuge), die etwas kürzer als die Ark Royal war und ein gepanzertes Flugdeck hatte. Die bestellten sechs Schiffe dieser Klasse wurden in drei Varianten fertiggestellt. 1940/41 wurden drei Schiffe (Illustrious, Formidable, Victorious) nach dem Ursprungsentwurf fertig und 1941 auch noch das überarbeitete Einzelschiff Indomitable (23.000 ts, 45 Flugzeuge). Für die beiden letzten Schiffe wurde der Entwurf überarbeitet und sie kamen, auch wegen der herrschenden Prioritäten, erst 1944 in den Dienst der Navy. Die Implacable und ihre bei John Brown & Co in Clydebank gebaute Schwester Indefatigable waren die ersten Flottenträger, die auf den Werften am Clyde entstanden.

### Baugeschichte
Der Auftrag für die beiden letzten Flugzeugträger der Illustrious-Klasse sollte zu etwas schnelleren Schiffen mit einer verstärkten Flugzeuggruppe führen. Um innerhalb der erlaubten Schiffsgröße von 23.000 ts der Flottenverträge zu bleiben, musste die Panzerung des Ursprungsentwurfs reduziert werden. Die Implacable hatte eine Länge von 233,6 m (766,5 ft) über alles und 222,5 m (730 ft) in der Wasserlinie. Die Breite des Schiffsrumpfes in der Wasserlinie betrug 29,18 m (95,75 ft) bei einem Tiefgang von 8,9 m (29,33 ft) bei voller Ausrüstung. Damit überschritten die beiden letzten Träger deutlich die ursprünglich vorgegebene Größe und verdrängten ausgerüstet 32.110 ts. Das 231,6 m (760 ft) lange Flugdeck hatte eine größte Breite von 27,4 m (90 ft). Der obere Hangar unter dem Flugdeck war 139,6 m (458 ft) lang, der darunter befindliche untere Hangar nur 63,4 m (208 ft); beide hatten eine maximale Breite von 18,9 m (62 ft). In ihnen sollten 48 Maschinen Platz finden. Durch die Nutzung von Abstellplätzen auf dem Flugdeck war die Aufnahme von 81 Maschinen möglich. Da beide Flugzeughallen nur eine Höhe von 4,26 m (14 ft) hatten, war bei Fertigstellung die Nutzung der modernen von den USA im Lend-Lease-Verfahren erhaltenen Corsair-Jagdflugzeuge nicht möglich, wie auch später die Unterbringung vieler Nachkriegsmaschinen und Hubschrauber. Die Implacable verfügte über zwei Aufzüge in der Mitte des Rumpfes. Der vordere bediente nur die obere Halle und war 13,7 × 10 m (45 zu 33 ft) groß. Der hintere Aufzug maß 13,7 × 6,7 m (45 zu 22 ft) und bediente beide Hallen. Das Flugdeck der Implacable und ihrer Schwester hatte eine 76-mm-(3-in)-Panzerung. Die Seiten der Flugzeughangars waren mit 1,5 bis 2 in (37–52 mm) gepanzert und hatten an den Enden 52 mm (2 in) starke Panzerschotten. Auch die Decks der Hallen waren wie die Außenseiten gepanzert. Für den Flugbetrieb verfügte die Implacable über einen hydraulischen Katapult im vorderen Bereich des Flugdecks.
Die Schiffe der dritten Gruppe erhielten vier Parsons-Turbinen, die je eine Welle antrieben, um die geforderte höhere Geschwindigkeit zu erreichen. Den Dampf für die Turbinen erzeugten acht Admiralitäts-Kessel. Die Turbinen konnten bis zu 148.000 shp leisten, was eine Höchstgeschwindigkeit von 32,5 kn ermöglichte. Bei den Abnahmetests erreichte die Implacable 31,89 kn bei einer Antriebsleistung von 151.200 shp. Zum Schutz hatte die Implacable einen Seitenpanzer von 114 mm (4,5 in), der allerdings nur den zentralen Bereich des Schiffes abdeckte.
Die Artilleriebewaffnung der Implacable bestand aus 16 114-mm-Mehrzweckgeschützen in acht Doppeltürmen. Je vier standen auf ausladenden Plattformen auf beiden Seiten des Rumpfes. Anders als auf den vorangehenden Trägern hatten die beiden Träger der letzten Gruppe Türme mit flachen Dächern, die auf der Höhe des Flugdecks endeten. Die auch für die Bekämpfung von Seezielen geeigneten schwersten Geschütze des Trägers hatten eine Reichweite von bis zu 19 km (20760 yd). Zur leichten Flugzeugabwehrbewaffnung gehörten fünf Achtfach-2-pounder („pom-pom“)-Geschütze, von denen zwei auf dem Flugdeck vor der Insel und eins hinter der Insel standen, dazu die beiden anderen in Schwalbennestern auf der Backbordseite, auf der sich auch noch eine Vierfach-(„pom-pom“)-Lafette befand. Die maximale Reichweite dieser Waffen betrug 6200 m. Dazu waren auf dem Träger noch 19 Einzel- und 21 Zwillings-20-mm-Oerlikon Maschinenkanonen aufgestellt, die eine Reichweite von 4300 m hatten.
Vor dem Einsatz im Pazifik wurden einige Oerlikons durch 40-mm-Bofors-Geschütze ersetzt, da den Oerlikons eine erfolgreiche Abwehr von Kamikaze-Angreifern nicht zugetraut wurde. Dazu erhielt der Träger noch zwei zusätzliche Vierfach-„pom-pom“. Beim Kriegsende verfügte die Implacable über vier einzelne Bofors sowie je 17 Zwillings-/Einzel-Oerlikons. Im April 1946 hatte das Schiff zwölf Bofors, acht Zwillings- und vierzehn Einzel-Oerlikons. 1945 hatte die Implacable eine Besatzung von 2300 Mann. Um die zusätzlichen Besatzungen, Wartungspersonal und Vorräte bei einer Flugzeuggruppe von 81 Maschinen unterzubringen musste der untere Hangar genutzt werden und fiel als Abstellplatz für Einsatzmaschinen weg. Bei maximal 4690 t Treiböl in den Bunkern konnten die Schiffe bis zu 6720 sm bei 20 kn zurücklegen. Für den Betrieb der Flugzeuge hatten die Schiffe 94.650 impgal Flugzeugbenzin an Bord.
Die Kiellegung der Implacable erfolgte als Baunummer 672 bei Fairfield Shipbuilding and Engineering Co. in Govan am 21. Februar 1939. Der Bau wurde 1940/41 zeitweise stillgelegt wegen des Neubaus und der Reparatur dringend benötigter Schiffe für die Schlacht im Atlantik. So erfolgte der Stapellauf erst am 10. Dezember 1942. Getauft wurde das Schiff durch Königin Elizabeth. Am 22. Mai 1944 wurde das Schiff abgeliefert. Die Abnahmefahrten offenbarten etliche Mängel. Ihre Beseitigung schob die endgültige Abnahme bis zum 28. August 1944 hinaus.

### Einsatzgeschichte
Wie die Mehrheit der britischen Neubauten wurde auch die Implacable zuerst der Home Fleet zugeteilt und trainierte über die nächsten Monate verschiedene Einsatzformen.
Eingesetzte Flugzeuge waren die Fairey Fireflies Mk.I der Staffel 1771 und die Fairey Barracuda Mk.II Torpedobomber der Staffeln 828 und 841.
Ihr erster Auftrag war im Oktober 1944 die Suche nach dem neuen Ankerplatz der Tirpitz, die ihren bisherigen im Kåfjord bei Alta verlassen hatte. Implacable verließ am 16. Oktober 1944 Scapa Flow und einige ihrer Fireflies entdeckten schon zwei Tage später das deutsche Schlachtschiff bei der Insel Håkøya nahe Tromsø. Ein Angriff war nicht beabsichtigt, da die Implacable keine geeigneten Jagdflugzeuge an Bord hatte, um ihre Bomber wirkungsvoll gegen die zu erwartende deutsche Luftverteidigung zu schützen. Bei den Aufklärungsflügen wurde allerdings ein deutscher Frachter angegriffen und beschädigt. Auf dem Rückmarsch landeten dann die Supermarine Seafires F.III der Staffeln 887 und 894 auf der Implacable, die bis dahin dem Schwesterschiff Indefatigable zugeteilt waren.

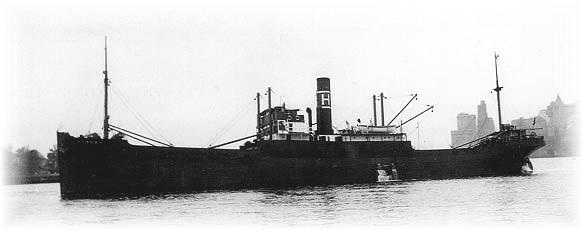
Die bei Lödingen versenkte Karmøy

Diese fünf Staffeln waren auch beim folgenden Einsatz Ende Oktober 1944 an Bord, der sich gegen den deutschen Schiffsverkehr an der norwegischen Küste richtete. Bei drei Angriffen in verschiedenen Bereichen versenkten die Maschinen vier Schiffe (Minensucher M 433, Vorpostenboot V 5722, 1157 t-Flugzeugtender Karl Meyer sowie den 2498 BRT-Dampfer Karmøy) und beschädigten zwei Marinefährprähme und das U-Boot U 1060, das auf Strand gesetzt am folgenden Tag von der Royal Air Force endgültig zerstört wurde. Die Versenkung der 2498 BRT großen norwegischen Karmøy mit ihrer Ladung Schwefelkies durch eine Barracuda soll die letzte Versenkung eines Schiffes mit einem Torpedo durch die Marineluftwaffe im Zweiten Weltkrieg gewesen sein. Gesichert wurde der Träger bei diesem Raid durch den Kreuzer Mauritius und die Zerstörer Myngs, Venus, Verulam, Volage und die kanadischen Algonquin und Sioux, die fast alle auch erst 1944 in den Dienst gekommen waren.
Gleichzeitig griffen Geleitträger Campania und Trumpeter den Küstenverkehr an (Operation Hardy) und die RAF die U-Boot-Bunker und Hafenanlagen in Bergen. Diese Angriffe sollten die deutsche Luftverteidigung belasten und zersplittern. Am 29. Oktober 1944 erfolgte dann noch ein Angriff mit 32 Avro-Lancaster-Bombern von Lossiemouth in Schottland gegen die Tirpitz, der das Schiff endgültig bewegungsunfähig machte.

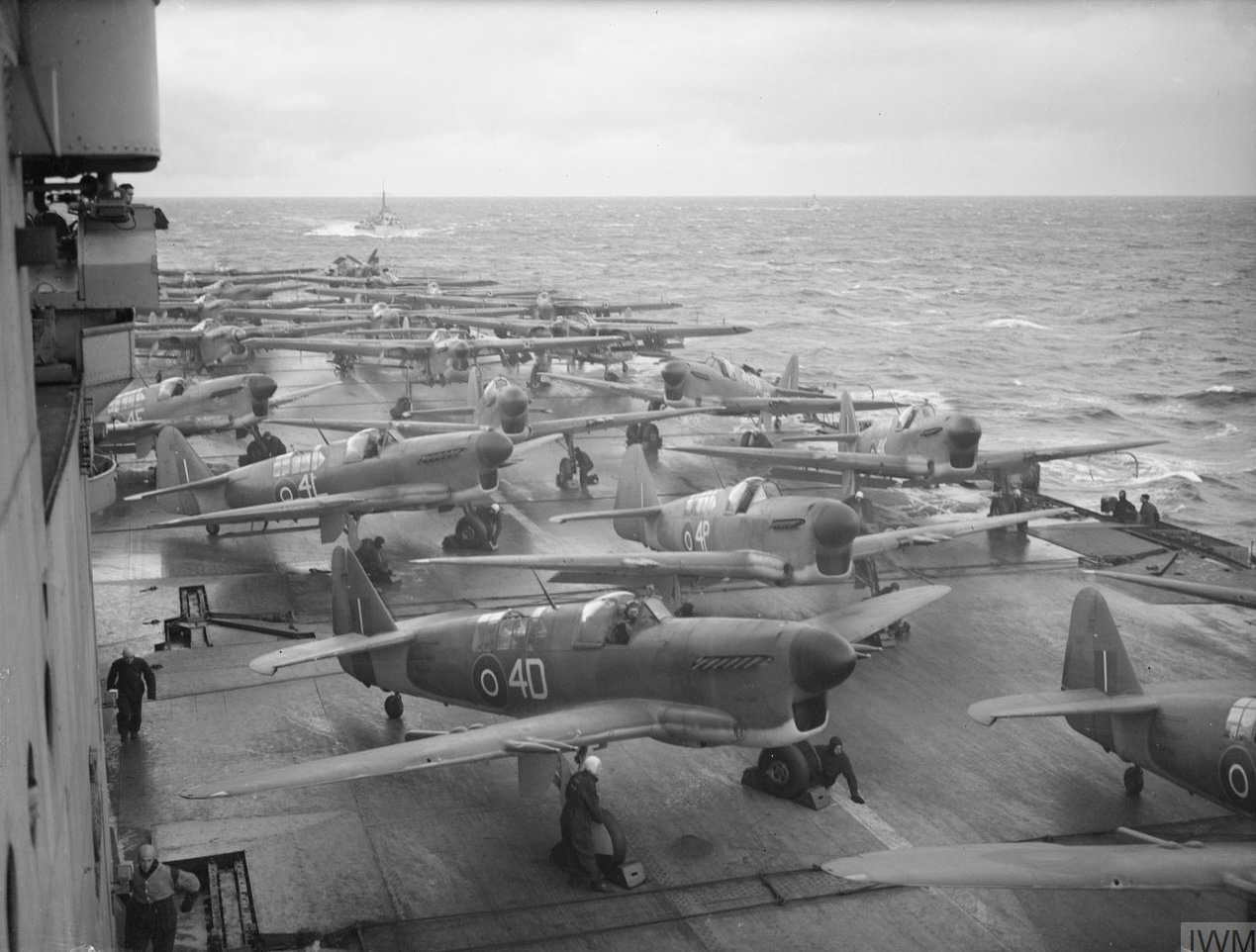
Fireflies vor dem Start am 27. November 1944

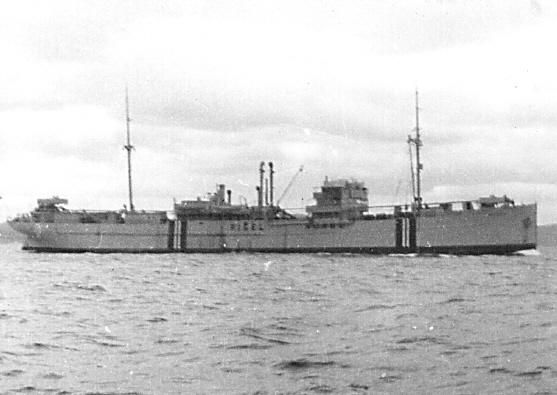
Die norwegische Rigel

Im November 1944 gab die Implacable ihre Barracudas an Land, die zu einer großen Staffel zusammengefasst wurden und ersetzte die Seafires durch die Staffeln 801 und 880, die am 8. November 1944 an Bord genommen wurden. Nach der Luftsicherung einer Minenlegeoperation ohne besondere Vorkommnisse, lief der Träger am 22. November 1944 erneut aus, um einen gemeldeten deutschen Geleitzug anzugreifen. Die Sicherung des Trägers erfolgte durch den Leichten Kreuzer Dido und die Zerstörer Myngs, Zephyr, Scourge, Scorpion, Sioux und Algonquin. Wegen sehr schlechten Wetters konnten die Seafires und Fireflies der Staffeln 801, 880 und 1771 erst am 27. November 1944 starten. Sie fanden das südgehende Geleit vor Mosjöen (nördlich von Namsos) und vernichteten die unter deutsche Flagge und Kommando laufenden norwegischen Frachter Rigel (3828 BRT) und Korsnes (1795 BRT) sowie den ankernden deutschen Frachter Spree (2867 BRT). Die Rigel wurde von mehreren Bomben getroffen und geriet in Brand. Der Kapitän versuchte das Schiff auf den Stand zu setzen, da er fast 3000 Menschen an Bord hatte. Das Schiff transportierte vor allem russische Kriegsgefangene, die in Nordnorwegen als Zwangsarbeiter eingesetzt worden waren. Aber auch Gefangene anderer Nationen und verurteilte deutsche Deserteure waren an Bord. Eine geordnete Evakuierung des schnell sinkenden Schiffes gelang nicht. Viele der Schiffbrüchigen ertranken, die exakte Zahl der Toten und Geretteten ist unklar, es kamen über 2500 Mann ums Leben. Die Rigel-Katastrophe gilt als das schwerste Schiffsunglück in Skandinavien.
Die Implacable traf am 29. November 1944 wieder in Scapa Flow ein. Ab dem 6. Dezember 1944 erfolgte ihr letzter Einsatz in den Heimatgewässern (Operation Urbane) während der Geleitzugsoperation RA 62. Ein Trägerverband mit Implacable, den Geleitträgern Premier und Trumpeter stand vor Westnorwegen, gesichert von dem Kreuzer Diadem und den Zerstörern Zambesi, Zealous, Savage, Serapis, Vigilant, Sioux und Algonquin sowie der norwegischen Stord. Am 8. Dezember 1944 versenkten zwölf Fireflies der Staffel 1771 der Implacable, gesichert durch neun Wildcats der Trumpeter, zwei Frachter vor Stavanger. Das Räumboot R 56 brannte aus und kenterte im Bömmelenfjord. Von den Sicherungskräften des Verbandes griffen am 14. der Kreuzer Diadem, vier Zerstörer und die Mauritius den deutschen Schiffsverkehr vor Stadlandet an. Die deutsche Luftaufklärung entdeckte die von der Implacable inzwischen getrennten Geleitträger Premier und Trumpeter mit dem schweren Kreuzer Devonshire sowie den Zerstörern Zealous, Serapis, Savage, Zephyr, Algonquin und Sioux. 30 Torpedoflugzeuge der II/KG.26 versuchten erfolglos die britischen Schiffe zu finden, zwei der Ju 88 kehrten von diesem Einsatz nicht zurück.

### Einsatz Im Pazifik

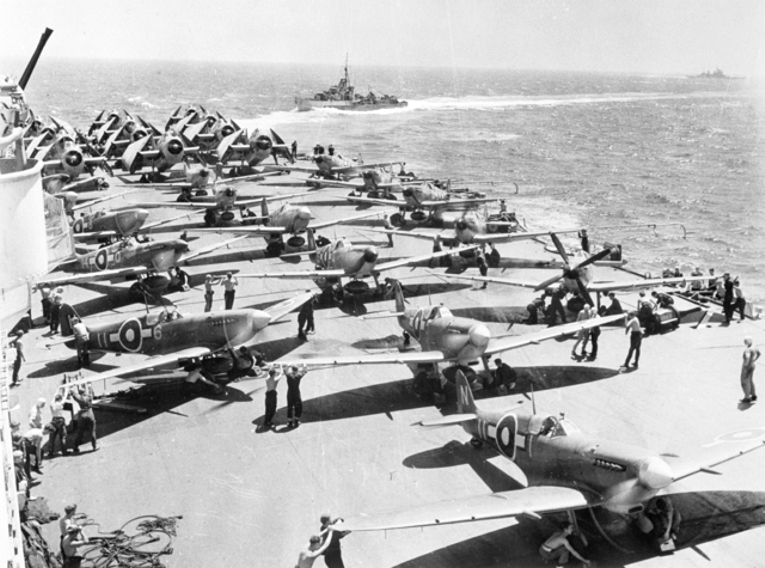
Avengers, Seafires und Fireflies auf der Implacable 1945

Die Implacable begann am 15. Dezember 1944 eine Überholung in Rosyth zur Vorbereitung der Verlegung zur „British Pacific Fleet“, dabei wurde ihre leichte Flugzeugabwehrbewaffnung verstärkt. Zusätzlich wurden zwei Vierlings-„pompom“, drei Zwillings-Oerlikons und acht einzelne Oerlikons aufgestellt, so dass drei bzw. je 17 dieser Geschütze vorhanden waren. Dazu kamen noch vier 40-mm-L/56-Bofors-Geschütze.
Am 10. März 1945 war die Überholung und Umrüstung abgeschlossen. Die Flugzeuggruppe bestand aus den Staffeln 801, 828, 880, und 1771 und hatte eine Stärke von 48 Seafires, 21 Grumman-Avenger-Torpedobombern und zwölf Fireflies. Mit ihren 81 Maschinen war sie die bislang größte eines britischen Flugzeugträgers. Am 16. März lief der Träger zum Pazifik aus und erreichte Port Said am 25. März. Im Suezkanal drückte einen Sturmboe den Träger an das Ufer und er konnte erst nach fünf Stunden wieder freigeschleppt werden. Die Implacable konnte aber unbeschädigt ihre Reise fortsetzen und sie erreichte Sydney am 8. Mai 1945, dem Tag des Kriegsendes in Europa.
Die Implacable erreichte die Insel Manus der Admiralitätsinseln, die Hauptbasis der britischen Pazifikflotte, am 29. Mai 1945. Dort bereitete sie sich auf einen Angriff auf die japanische Marinebasis auf Truk in den Karolinen vor, die man beim alliierten Vormarsch bombardiert, aber nicht besetzt hatte. Die angreifende britische Task Force der Inmate genannten Operation bestand aus der Implacable, dem Geleitträger Ruler, den Kreuzern Swiftsure, Uganda, Achilles und Newfoundland sowie die Zerstörer Troubridge, Tenacious, Termagant, Terpsichore und Teazer, die am 12. Juni aus Manus auslief. In der Frühe des 14. erfolgte der erste Angriff mit 21 Avenger, 11 Fireflies und 48 Seafires der Implacable. In der Nacht zum 15.6. beschossen Uganda, Achilles und Tenacious die Insel Dublon, Newfoundland und Troubridge Uman, Swiftsure und Teazer Moen.
Am 15.6. führten Flugzeuge der Implacable weitere Angriffe durch. Insgesamt 113 Kampfeinsätze sowie 103 Combat Air Patrol (CAP)-Einsätze, bei denen nur eine Seafire verloren ging. Am 17. kehrte der Verband nach Manus zurück.
Am 30. Juni 1945 wurde die „No. 8 Carrier Air Group“ gebildet, die die Einsätze aller Staffeln der Implacable steuerte. Der Träger beendete am 6. Juli 1945 sein Trainingsprogramm und stieß am 16. zur britischen Pazifikflotte mit den Trägern Victorious, Formidable und dem Schlachtschiff King George V sowie Kreuzern und Zerstörern vor der japanischen Küste. Schon am 17. flogen acht Fireflies und zwölf Seafires erste Angriffe gegen Ziele nördlich von Tokio, bei denen wegen des sehr schlechten Wetters nur die Fireflies ihre Ziele fanden. Am folgenden Tag wurden acht Fireflies und zwanzig Seafires gegen Ziele nahe Tokio eingesetzt, bevor das schlechte Wetter jegliche Flugzeugstarts unmöglich machte. Am 24./25. konnten dann Ziele nahe Osaka und der Inland See erfolgreich angegriffen werden. Nach einer Versorgungspause erfolgten dann am 28. und 30. Juli weitere Angriffe.
Das schlechte Wetter, Versorgungserfordernisse und der Abwurf der Atombombe auf Hiroshima führten zu einer Pause der Trägerangriffe bis zum 9. August, an denen dann auch das Schwesterschiff Indefatigable teilnahm. Neben den vier Flottenträgern hatte die britische Pazifikflotte jetzt aus zwei Schlachtschiffen, sechs Kreuzern und 17 Zerstörern. Am Tag der erneuten Angriffsaufnahme flogen die Seafires der Implacable 94 und ihre Fireflies 14 Einsätze gegen Ziele auf Honshu und im Süden von Hokkaidō und verlor dabei zwei Seafires. Diese Angriffe gegen Kriegsschiffe, Handelsschiffe, Lokomotiven und Flugzeuge am Boden wurden am folgenden Tag fortgesetzt. Die britische Pazifikflotte sollte sich dann zurückziehen, um sich auf die im November geplante Landung auf Kyushu vorzubereiten und die Implacable zog sich mit der Masse der britischen Kriegsschiffe am 12. August nach Manus zurück. Ihre Flugzeuge hatten über 1000 Einsätze gegen Japan geflogen.

### Nachkriegsgeschichte

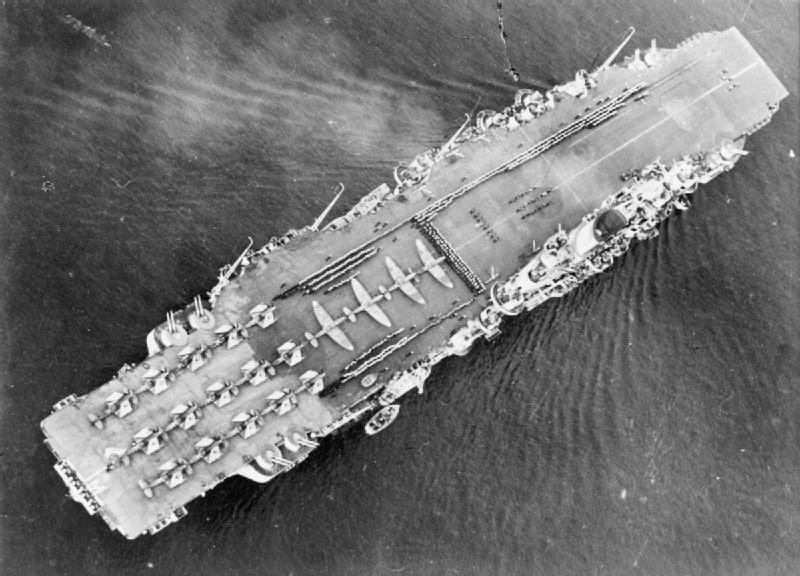
Luftaufnahme der Implacable beim Einlaufen in Sydney nach dem Kriegsende

Am 24. August 1945 traf die Implacable in Sydney ein und gab ihre Flugzeuge von Bord. Ihre Flugzeughallen wurden für den Transport von alliierten Kriegsgefangenen und Soldaten hergerichtet, die in ihre Heimat gebracht werden sollten. So lief sie zuerst nach Manila, wo sie ab dem 25. September über 2000 kriegsgefangene Amerikaner und Kanadier an Bord nahm. Die Amerikaner gingen am 5. Oktober in Pearl Harbor von Bord und am 11. erreichte sie mit den kanadischen Passagieren Vancouver. Dort blieb die Implacable eine Woche und konnte von der Bevölkerung besichtigt werden. Dann lief sie nach Hongkong um einige hundert kriegsgefangene Briten an Bord zu nehmen. In Manila kamen weitere 2114 Passagiere hinzu. Diese wurden nach Balikpapan auf Borneo gebracht, wo sie auf anderen Schiffen die Heimreise nach Großbritannien fortsetzen sollten. Der Träger nahm 2126 Mann der 7th Australian Division und ihre Ausrüstung an Bord, um sie nach Australien zurückzuführen. Er erreichte Sydney am 17. November und trat am 8. Dezember noch eine Reise nach Papua New Guinea an, um auch von dort nochmals über 2000 australische Truppen in die Heimat zu überführen. Die vor Weihnachten wieder in Sydney eingetroffenen Implacable wurde dann wieder in einen operativ einsetzbaren Träger zurückgebaut und begann im Januar 1946 auch das Training mit ihren Flugzeugen.
Die Flugzeuggruppe bestand aus der Staffel 801 mit 18 Seafire XV, die auch Personal der im September 1945 aufgelösten Staffel 880 übernommen hatte. Die Avenger-Staffel 828 hatte ihre Einsatzstärke auf 12 Maschinen reduziert. Die Staffel 1771 war im November 1945 in Nowra aufgelöst wurden. Sie wurde durch die Staffel 1790 ersetzt, die mit ihren Firefly I NF im August 1945 auf der Vindex nach Australien gekommen war, aber zu spät, um noch zum Kriegseinsatz zu kommen. Nach wenig Training lief die Implacable zu einem Besuch nach Melbourne, an dem auch ihr Schwesterschiff Indefatigable und der Leichte Träger Glory teilnahmen. Als zweites Flaggschiff der britischen Pazifikflotte führte der Träger ein recht entspanntes Trainingsprogramm mit etlichen Hafenbesuchen durch, ehe er Mitte März in Sydney in die Werft ging, um für den Rückmarsch in die Heimat instand gesetzt und ausgerüstet zu werden. Am 29. April 1946 ging die Implacable in See. Die Seafires blieben in Australien, die noch vorhandenen 16 Lend-Lease Avengers wurden auf See über Bord gegeben, da Großbritannien keine Mittel hatte, sie zu bezahlen und die Vernichtung von einer Zahlung befreite. Das Personal der Staffeln 801 und 828 kehrte an Bord des Trägers nach Großbritannien zurück, der die Heimreise am 5. Mai begann. Einzige fliegende Staffel auf der Rückreise war 1790 mit ihren Fireflies. Am 3. Juni traf die Implacable in Devonport und löste ihre drei Einsatzstaffeln auf.

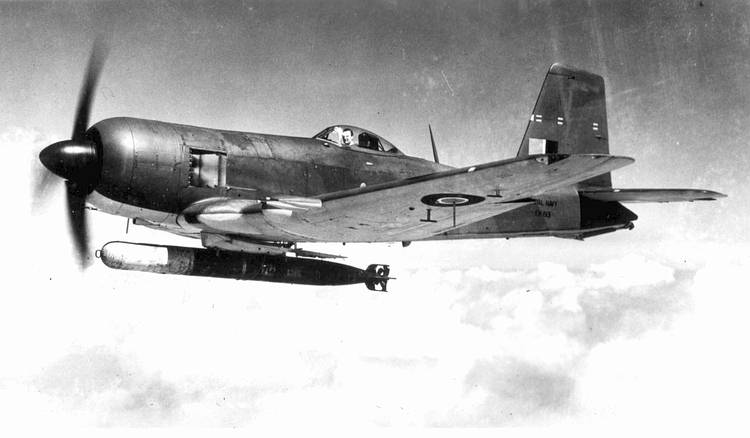
Ein Torpedobomber Firebrand TF.4

Im August 1946 wurde sie dann erstmals von der Home Fleet als Trainingsträger für Deckslandungen eingesetzt. Ab dem 1. Februar 1947 begleitete sie das Schlachtschiff Vanguard, auf dem die britische Königsfamilie ihre erste Auslandsreise nach Südafrika machte. Auf dem Träger gab es ein Essen für Georg VI. und seine Familie am 7. Februar mit einer kleinen Flugschau und die Königin als Taufpatin des Schiffes hielt eine Rede an die Besatzung. Der Träger trennte sich im Atlantik von der Vanguard und besuchte Freetown, Sierra Leone und Dakar, Senegal um dann zu Übungen in das westlich Mittelmeer zu gehen.
Anfang März zurückgekehrt, wurde der Träger von Mitte April bis Oktober 1947 in Rosyth überholt und übernahm dann die Staffel 813 als Einsatzstaffel, die einzige Staffel der britischen Marineluftwaffe (Fleet Air Arm/FAA) mit Blackburn Firebrand TF.5s.

Im Juni und Juli 1948 gab es auf dem Schiff Vorführungen für künftige Admiralstabsoffiziere der Navy. Dabei landete erstmals ein Gloster Meteor Jet auf einem Träger, gab es Landungen von Prototypen der Westland Wyvern und Short Sturgeon, Demonstration von mit Raketen ausgerüsteten Fireflies und ein Angriff auf die Implacable durch Motortorpedoboote.

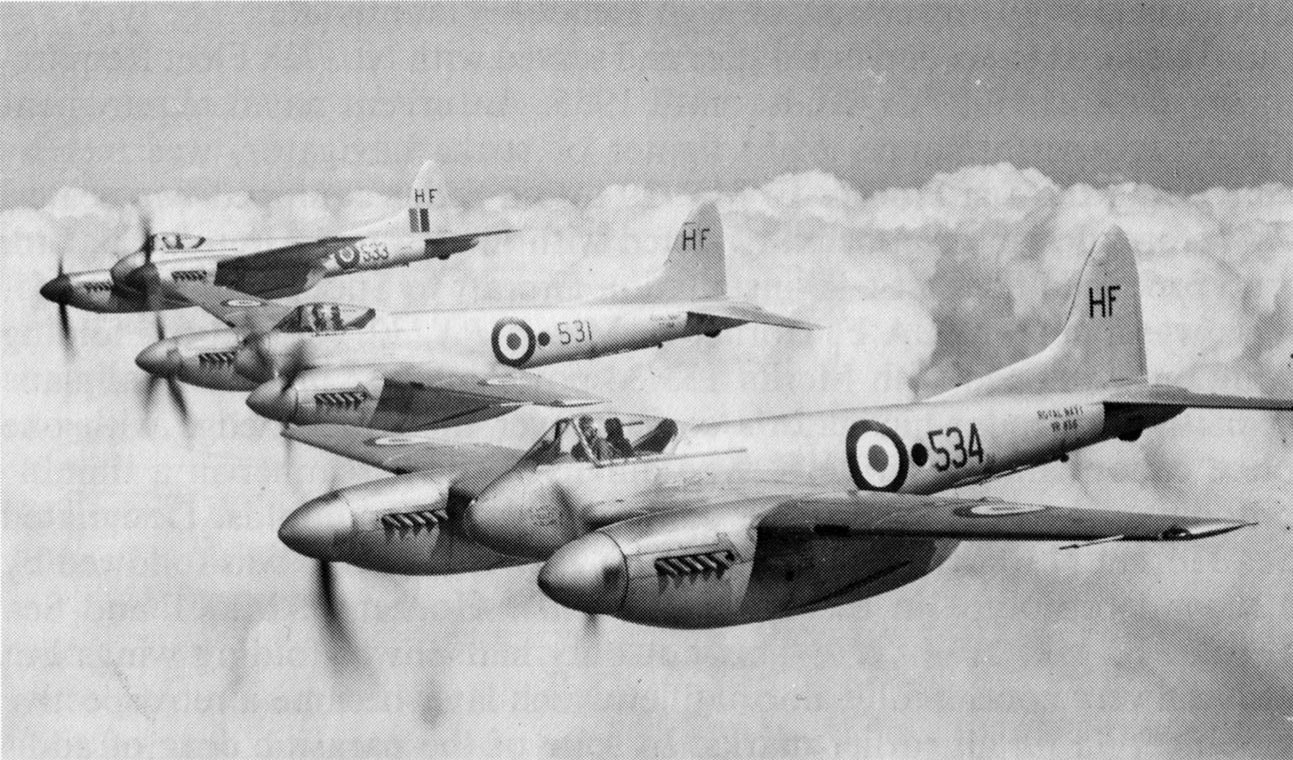
Sea Hornets

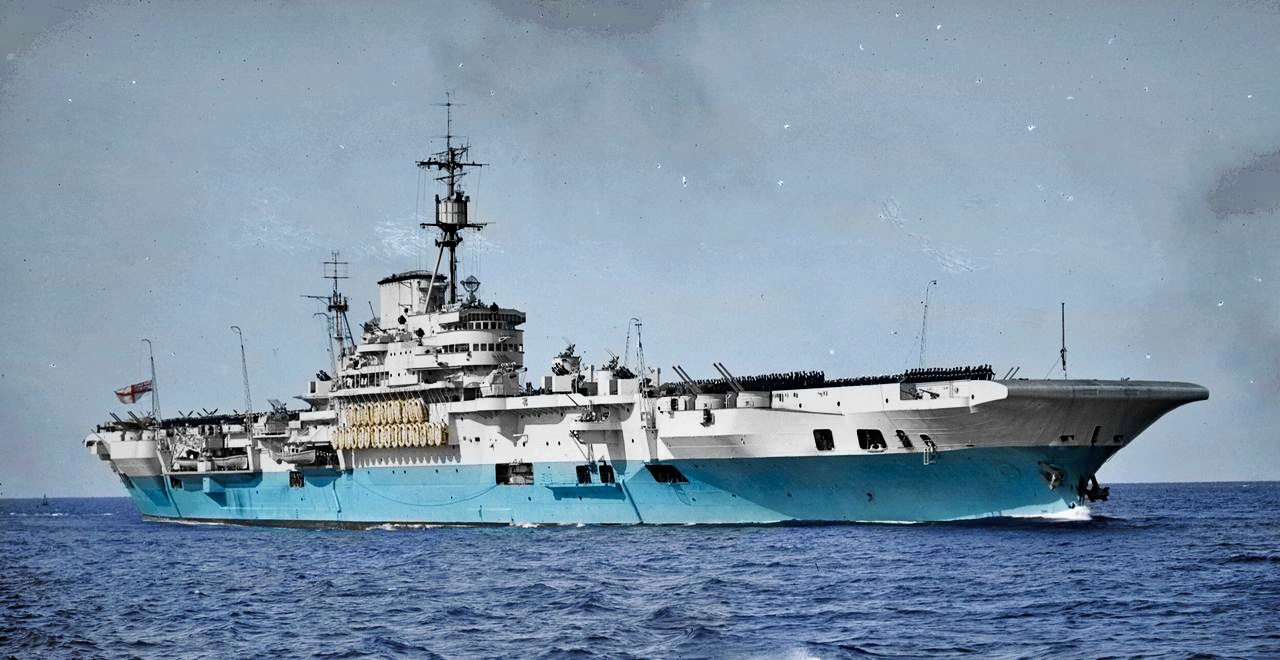
HMS Implacable

Nach einer Werftliegezeit nahm der Träger im November seine Tätigkeit als Schulträger für Deckslandungen wieder auf und verlegte Ende Februar 1949 nach Gibraltar, wo am 5. März erstmals die zweimotorigen de Havilland Sea Hornets der Staffel 801 auf ihr landeten, die künftig die zweite Einsatzstaffel des Trägers bilden sollten. Während eines folgenden kurzen Manövers der Home Fleet diente die Implacable als Flaggschiff. Sie besuchte im Juni 1949 die norwegischen Häfen Oslo und Bergen und hatte den norwegischen König Haakon VII. zu Gast. In Portsmouth wurde sie im August vom jordanischen König Abdallah I. und zum Monatsende auch vom britischen Premierminister Clement Attlee besichtigt. Von September bis Mitte November überprüfte die Staffel 702 mit sieben de Havilland Sea Vampires auf dem Träger die Eignung des neuen Jägers mit Düsenantrieb, der schließlich nicht für die FAA beschafft wurde.
Das Frühjahr 1950 verbrachte die Implacable im westlichen Mittelmeer, um danach in der Irischen See und der schottischen Westküste für das Training von Deckslandungen zur Verfügung zu stehen. Mitte Juli besuchte sie Kopenhagen, wo der dänische König Frederik IX. das Schiff besichtigte.
Nach dem Besuch wurde die Implacable der Reserve zugewiesen und langsam in ein Schulschiff mit zusätzlichen Wohn- und Schulungsräumen umgebaut. Es wurde auch ein tiefgreifender Umbau des Schiffes erwogen, wie er bei der Victorious schon begonnen worden war. Als zu teuer und zu langwierig wurde dieses Projekt im Juni 1952 endgültig aufgegeben.
Am 16. Januar 1952 wurde die Implacable als Flaggschiff des Schulgeschwaders der Home Fleet wieder in Dienst gestellt. Nach Beteiligung an den Beerdigungsfeierlichkeiten für König George VI. in Dover beim Empfang von über See kommenden Staatsoberhäuptern, lief das Schiff ins westliche Mittelmeer zu Übungen mit ihrem Schwesterschiff. Im Juni stellten sie einen schnellen Truppentransport dar, der aus der Luft angegriffen wird. Bevor sie in die Heimat zurückkehrten, besuchten die beiden Schulträger noch Kopenhagen im Juli. Im September lief die Implacable nach Gibraltar und besuchte auf dem Rückweg Lissabon. Bei der anschließenden Werftliegezeit in Devonport kam es zu einem Brand, der die elektrischen Kabel schwer beschädigte und bis Ende Januar 1953 repariert werden musste. Die beiden folgenden Monate verbrachte das Schiff wieder im westlichen Mittelmeer mit Übungen mit dem Schwesterschiff um dann in Southampton überholt zu werden.
Der Träger nahm an den Feierlichkeiten zur Krönung von Königin Elizabeth II. am 15. Juni 1953 als Flaggschiff des Schulgeschwaders der Home Fleet teil. Im Oktober nahm er dann mit Indefatigable an Flottenübungen vor den Scilly Isles und im Bristol Channel teil. Anschließend transportierte die Implacable ein Bataillon der Argyll & Sutherland Highlanders nach Trinidad wegen Unruhen in Britisch-Guayana und ein Battalion der Royal Welch Fusiliers von Trinidad nach Jamaika, ehe sie am 11. November in die Heimat zurückkehrte. Am 19. August 1954 wurde sie als Flaggschiff des Schulgeschwaders durch den Leichten Träger Theseus abgelöst und dann am 1. September 1954 außer Dienst gestellt.
Am 27. Oktober 1955 wurde der inzwischen nach Gare Loch geschleppte Träger zum Abbruch verkauft. Der Abbruch der Implacable begann im November bei Thomas Ward & Sons in Inverkeithing.

### Die Einsatzstaffeln des Schiffes
| Staffel | Flugzeugtyp                                             | an Bord                                                                | Anmerkungen            |
| ------- | ------------------------------------------------------- | ---------------------------------------------------------------------- | ---------------------- |
| 841     | Fairey Barracuda II                                     | 30. August 1944 bis 31. Oktober 1944                                   | –                      |
| 828     | Fairey Barracuda II Grumman TBF Avenger                 | 23. September 1944 bis 9. Dezember 1944 13. März 1945 bis 3. Juni 1946 | –                      |
| 1771    | Fairey Firefly I                                        | 22. September 1944 bis 13.09.1945                                      | –                      |
| 887     | Supermarine Seafire III                                 | 16. bis 30.10.1944                                                     | kurz von Indefatigable |
| 894     | Supermarine Seafire F. III                              | 16.10. bis 21. November 1944                                           | kurz von Indefatigable |
| 801     | Supermarine Seafire L. III de Havilland Sea Hornet F.20 | 8.11.1944 bis 3. Juni 1946 5.03.1948 bis 3. Juli 1950                  | –                      |
| 880     | Supermarine Seafire F/LF. III                           | 8.11.1944 bis 25. August 1945                                          | –                      |
| 1790    | Fairey Firefly INF                                      | 18. Januar 1946 bis 3. Juni 1946                                       | –                      |
| 813     | Blackburn Firebrand TF.5                                | 10.1947 bis 07.1950                                                    | –                      |
| 702     | de Havilland Sea Vampire F.20                           | 09.–11.1949                                                            | Trials unit            |
| 815     | Fairey Barracuda TR.3                                   | 05/06.1950                                                             | Training unit          |